# De Proefbrouwerij

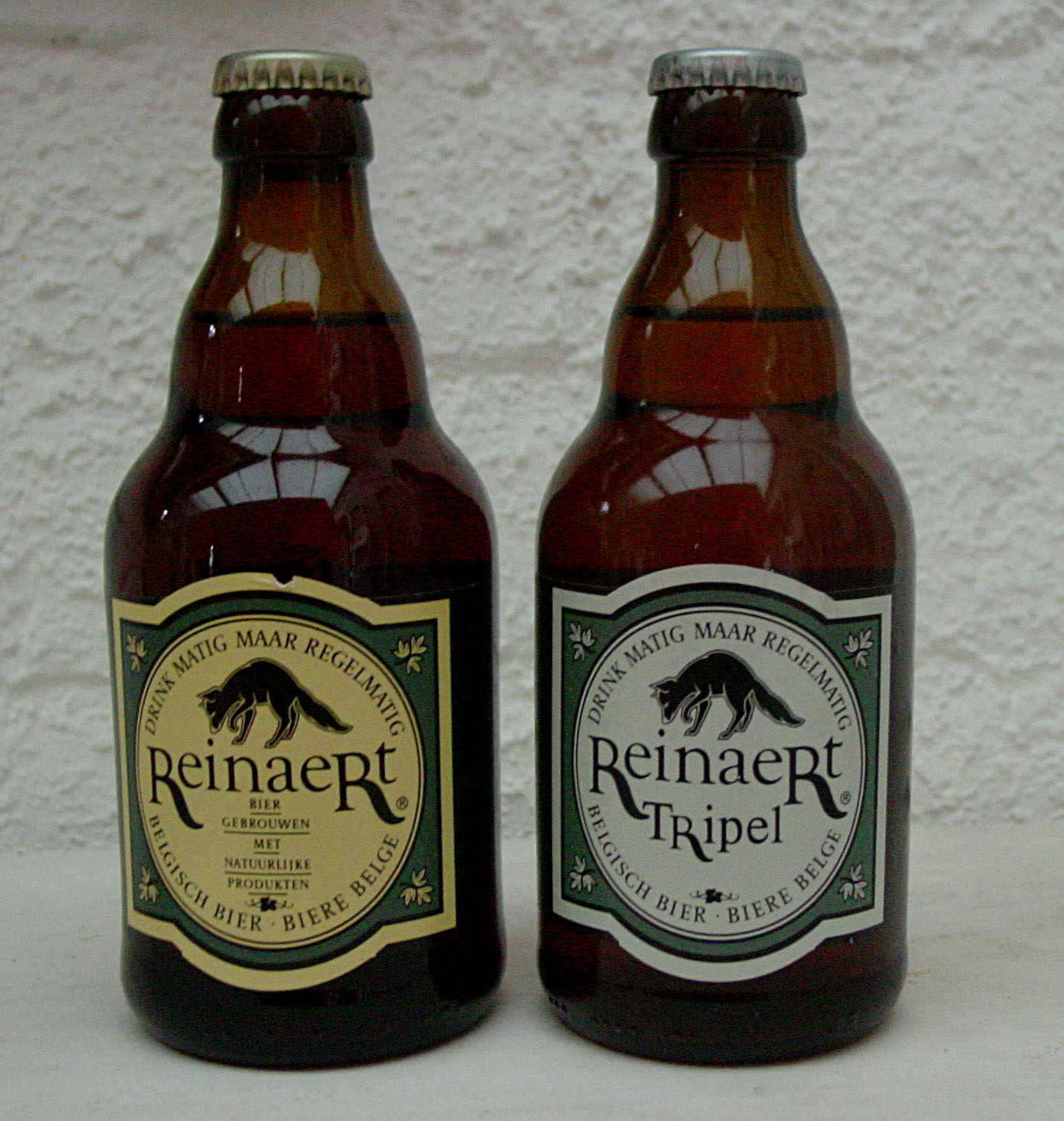
Bottiglie da 33 cl di Reinaert Amber e Tripel

De Proefbrouwerij è un birrificio fiammingo fondato nel 1996 da Dirk Naudts e sua moglie Saskia Waerniers. Lo stabilimento si trova nel villaggio di Lochristi, vicino a Gand. Esso opera come birrificio in affitto, producendo varietà di birra per conto di terzi, oltre a produrre le proprie birre. Il birrificio è anche fornito di un centro di ricerca e sviluppo che si concentra sulle tecniche di birrificazione.

## Birre prodotte da De Proef
La brasserie produce il proprio marchio di birre nominato "Reinaert", tra cui si possono trovare: una birra rossa ale  (9%), una birra ambrata ale (7%), una birra tripel (9%), e una Grand Cru (9,5%). Produce inoltre la Bloemenbier, birra aromatizzata con fiori che si trovano a Lochristi.

## Collaborazioni
La birreria funziona prevalentemente come birreria in affitto, e fornisce gli strumenti necessari alla produzione della birra ai produttori minori non dotati di mezzi di produzione propri, o a chi vuole produrre piccole partite sperimentali di birra.

### Birrifici che collaborano con De Proef
- Bell's (USA)
- Mikkeler (Danimarca)
- The Musketeers (Belgio)
- To Øl (Danimarca)
- Prearis (Belgio)